# 安娜·保拉·坎波斯
安娜·保拉·坎波斯（葡萄牙語：Ana Paula Campos，1994年9月2日—），巴西女子羽毛球運動員。

## 簡歷
2015年9月，安娜·保拉·坎波斯出戰哥倫比亞國際賽，與法比安娜·席尔瓦合作赢得女子雙打冠軍。同年11月，二人又在波多黎各國際系列賽和蘇利南國際賽奪得亞軍。

## 主要比賽成績
只列出曾進入準決賽的國際賽事成績：
| 年份   | 賽事                         | 公開賽級別 | 項目     | 拍檔            | 成績   |
| ------ | ---------------------------- | ---------- | -------- | --------------- | ------ |
| 2011年 | 泛美洲青年羽毛球錦標賽       | 其他       | 混合團體 | －              | 亞軍   |
| 2012年 | 泛美洲青年羽毛球錦標賽       | 其他       | 混合團體 | －              | 季軍   |
| 2012年 | 巴西羽毛球國際賽             | 國際挑戰賽 | 女子雙打 | 雅斯敏·库里     | 準決賽 |
| 2013年 | 南方共同市場羽毛球國際系列賽 | 國際系列賽 | 女子雙打 | 雅斯敏·库里     | 準決賽 |
| 2013年 | 阿根廷羽毛球國際賽           | 未來系列賽 | 女子單打 | －              | 準決賽 |
| 2013年 | 阿根廷羽毛球國際賽           | 未來系列賽 | 女子雙打 | 雅斯敏·库里     | 準決賽 |
| 2013年 | 泛美洲羽毛球錦標賽           | 其他       | 混合團體 | －              | 季軍   |
| 2013年 | 聖多明哥羽毛球公開賽         | 國際系列賽 | 女子雙打 | 雅斯敏·库里     | 亞軍   |
| 2013年 | 波多黎各羽毛球國際挑戰賽     | 國際挑戰賽 | 女子雙打 | 雅斯敏·库里     | 亞軍   |
| 2014年 | 智利羽毛球國際賽             | 國際系列賽 | 女子雙打 | Camila Duany    | 亞軍   |
| 2014年 | 泛美洲羽毛球錦標賽           | 其他       | 混合團體 | －              | 季軍   |
| 2015年 | 哥倫比亞羽毛球國際賽         | 國際系列賽 | 女子雙打 | 法比安娜·席尔瓦 | 冠軍   |
| 2015年 | 波多黎各羽毛球國際系列賽     | 國際系列賽 | 女子雙打 | 法比安娜·席尔瓦 | 亞軍   |
| 2015年 | 波多黎各羽毛球國際系列賽     | 國際系列賽 | 混合雙打 | 喬納森·佩爾松   | 準決賽 |
| 2015年 | 蘇利南羽毛球國際賽           | 國際系列賽 | 女子雙打 | 法比安娜·席尔瓦 | 亞軍   |
| 2015年 | 蘇利南羽毛球國際賽           | 國際系列賽 | 混合雙打 | 喬納森·佩爾松   | 冠軍   |
| 2016年 | 泛美洲羽毛球錦標賽           | 其他       | 混合團體 | －              | 亞軍   |
| 2017年 | 泛美洲羽毛球錦標賽 (團體)    | 其他       | 混合團體 | －              | 亞軍   |

| 2007-2017年 | 首要超級賽 | 超級賽 | 黃金大獎賽 | 大獎賽 | 國際挑戰賽 | 國際系列賽 | 未來系列賽 | 其他 |

| 2018-2026年 | 總決賽 | 超級1000賽 | 超級750賽 | 超級500賽 | 超級300賽 | 超級100賽 | 國際挑戰賽 | 國際系列賽 | 未來系列賽 | 其他 |